# Quai Jean-Jaurès
Le quai Jean-Jaurès est un quai de Vienne dans le département de l'Isère.

## Situation et accès
Il traverse du sud au nord l'est du Centre-ville de Vienne.

## Origine du nom
Le quai honore la mémoire de l'homme politique français Jean Jaurès (1859-1914).

## Historique
Il a été construit en 1840 à la suite du Quai Pajot jusqu'au champ de Mars de Vienne (cours Marc-Antoine-Brillier), sous le nom de « quai Neuf » afin de faire passer la circulation sur la Grand Rue (rue de Bourgogne et rue Boson) sur le quai. Il prit en 1858 le nom de « quai du Rhône » et enfin en 1914 « quai Jean-Jaurès » sauf en 1941 lors de l'occupation où ils l'ont changé en « quai Frédéric-Mistral ».
Pour accueillir provisoirement l'autoroute A7, le quai est agrandi sur la largeur grâce à des pilotis. Lors de l'ouverture du contournement ouest de Vienne, la voie (entre le quai Jean-Jaurès et l'échangeur Vienne-Sud) est déclassée en A7001 puis en RN7.